# 広島県道62号庄原作木線
広島県道62号庄原作木線（ひろしまけんどう62ごう しょうばらさくぎせん）は、広島県庄原市から三次市を結ぶ県道（主要地方道）である。

## 概要

### 路線データ
- 起点：広島県庄原市川北町（門田分かれ交差点、国道432号交点）
- 終点：広島県三次市作木町下作木（港交差点、国道375号（広島県道・島根県道112号三次江津線 重複）交点）
- 総延長：約32.55 km

## 歴史
- 1993年（平成5年）5月11日 - 建設省から、県道庄原作木線が庄原作木線として主要地方道に指定される[1]。

## 路線状況

### 重複区間
- 広島県道458号川北七塚線（庄原市濁川町 地内）
- 広島県道186号新市三次線（庄原市口和町永田・永田交差点 - 庄原市口和町向泉）
- 広島県道39号三次高野線（庄原市口和町大月・大月交差点 - 三次市君田町東入君）
- 国道54号・国道184号（三次市布野町下布野 - 三次市布野町上布野・作木分かれ交差点）

### 道の駅
- 道の駅ふぉレスト君田

## 地理

### 通過する自治体
- 庄原市
- 三次市

### 交差する道路
| 交差する道路                                     | 市町村名 | 交差する場所                   | 交差する場所                      |
| ------------------------------------------------ | -------- | ------------------------------ | --------------------------------- |
| 国道432号                                        | 庄原市   | 川北町                         | 門田（もんで）分かれ交差点 / 起点 |
| 広島県道458号川北七塚線 重複区間起点             | 庄原市   | 濁川町                         |                                   |
| 広島県道458号川北七塚線 重複区間終点             | 庄原市   | 濁川町                         |                                   |
| 広島県道186号新市三次線 重複区間起点             | 庄原市   | 口和町永田                     | 永田交差点                        |
| 広島県道186号新市三次線 重複区間終点             | 庄原市   | 口和町向泉                     |                                   |
| 広島県道39号三次高野線 重複区間起点              | 庄原市   | 口和町大月                     | 大月交差点                        |
| E54 松江自動車道                                 | 庄原市   | 口和町大月                     | 2 口和IC                          |
| 広島県道456号下門田泉吉田線                      | 三次市   | 君田町泉吉田                   |                                   |
| 広島県道435号木呂田本郷線                        | 三次市   | 君田町東入君（ひがしいりぎみ） | 君田支所前交差点                  |
| 広島県道39号三次高野線 重複区間終点              | 三次市   | 君田町東入君                   |                                   |
| 国道54号 重複区間起点 国道184号 重複区間起点     | 三次市   | 布野町下布野                   |                                   |
| 国道54号 重複区間終点 国道184号 重複区間終点     | 三次市   | 布野町上布野                   | 作木分かれ交差点                  |
| 国道375号 広島県道・島根県道112号三次江津線 重複 | 三次市   | 作木町下作木                   | 港交差点 / 終点                   |

### 沿線にある施設など
- 江の川
- 口和町ほたる見公園
- 常清滝